# Colin Stanley Gum
Colin Stanley Gum (1924-1960) fue un astrónomo australiano que catalogó nebulosas de emisión visibles desde el hemisferio sur. Su trabajo fue publicado en "A study of diffuse southern H-alpha nebulae" en el año 1955.
Nombrado director del programa de astronomía óptica de la Universidad de Sídney en 1959, falleció al año siguiente en un accidente de esquí en Zermatt, Suiza.

## Honores

### Epónimos
- Su principal obra, el catálogo Gum de nebulosas de emisión, publicado en 1955 lleva su nombre.
- Una región nebulosa enorme entre las constelaciones de Puppis y Vela es reconocida como Nebulosa de Gum.
- El cráter Gum de la Luna fue nombrado en su honor.

- Datos: Q212415